# Riu Mannu (Villaspeciosa)
Il  Riu Mannu (chiamato comunemente Marzizza per distinguerlo dall'omonimo Mannu, di cui è tributario), è un torrente che scorre nella provincia del Sud Sardegna
Si tratta di un corso d'acqua completamente irregimentato, che assume questo nome solo nel comune di Villaspeciosa, dopo la confluenza del Riu Spinosi; la parte più a monte, dalla lunghezza maggiore, si chiama infatti Riu Matta.
È il corso d'acqua più inquinato della Sardegna.

## Percorso
Il Marzizza-Mannu nasce a circa 300 m s.l.m. nei pressi della frazione Matta, nel comune di Villaspeciosa.
Attraversa la valletta che porta il suo nome, e dopo un breve percorso (circa 10 km), sfocia nel Flumini Mannu.

## Portata
Il Marzizza-Mannu non ha una propria portata  e spesso si presenta in secca, non apportando quindi alcun aumento di portata al Flumini Mannu stesso. Secondo prelievi fatti anni or sono, La qualità delle acque (indice SACA) dava un valore di grado "pessimo"; si tratta quindi di un corso d'acqua altamente inquinato,